# 冀州 (鬱洲)
冀州，中国南朝宋时侨置的州。

## 沿革
南朝宋泰始四年（468年），冀州陷於北魏，後遂於鬱洲（今江苏省连云港市云台山）僑置冀州，無實土，與青州共治一地。
南朝齊建元初，割青州北東海郡（領厚丘一个实土县）屬冀州，冀州遂有實土。
東魏武定七年（549年），佔領南梁青冀二州，改為海州。

## 長官
劉宋冀州刺史（469年－479年）
- 劉崇智（469年－474年）[2]
- 劉善明（行，474年－476年）[3]
- 劉善明（476年－477年）[4]
- 明慶符（477年－479年）[5]

南齊冀州刺史（479年－502年）
- 明慶符（479年－480年）[6]
- 崔祖思（480年）
- 盧紹之（480年－482年）
- 桓康（482年）[7]
- 垣榮祖（482年－484年）
- 崔平仲（484年－485年）
- 王文和（485年－490年）[8]
- 張沖（行，490年）
- 張沖（490年－494年）[9]
- 周奉叔（494年）

- 蕭穎冑（494年）[10]
- 王洪範（494年－498年）
- 王珍國（498年－501年）[11][12]
- 桓和（501年－502年）[13]

南梁冀州刺史（502年－549年）
- 桓和（502年－506年後）
- 張稷（511年－513年）[14][15]
- 蘭子雲（天監中）[16]
- 元翼[17]
- 王神念（？－524年）
- 羊侃（529年－532年）[18]
- 元羅（536年－540年前）
- 蕭退（？－549年前）
- 明少遐（？－549年）[19]